# Hana Brejchová
Hana Brejchová (Praga, 12 de diciembre de 1946-Kladno, abril de 2024) fue una actriz checa de cine y televisión, reconocida principalmente por su participación en las películas de Miloš Forman Los amores de una rubia y Amadeus. Hermana de la también actriz Jana Brejchová, participó en cerca de treinta producciones de cine durante su carrera artística.

## Filmografía destacada

### Cine y televisión
- Los amores de una rubia (1965)
- Stronghold of Toughs (1967)
- Amadeus (1984)
- Zlá krev (televisión, 1986)
- Cirkus Humberto (televisión, 1988)